# Metaphycus insidiosus
Metaphycus insidiosus är en stekelart som först beskrevs av Mercet 1921.  Metaphycus insidiosus ingår i släktet Metaphycus och familjen sköldlussteklar. Arten är reproducerande i Sverige. Inga underarter finns listade i Catalogue of Life.